# Pilea riparia
Pilea riparia är en nässelväxtart som beskrevs av J. D. Smith.. Pilea riparia ingår i släktet pileor, och familjen nässelväxter. Inga underarter finns listade i Catalogue of Life.